# Campagne de Norvège
Seconde Guerre mondiale
Batailles
Campagnes du Danemark et de Norvège
- Incident de l'Altmark
- Opération Wilfred
- Opération Weserübung
- Plan R 4
- Campagne de Norvège
- Bataille du détroit de Drøbak
- Bataille de Midtskogen
- Bataille de Narvik
- Opération Hammer
- Bataille de Dombås
- Forteresse d'Hegra
- Bataille de Vinjesvingen
- Opération Alphabet
- Opération Juno
- Îles Féroé
- Invasion de l'Islande
- Groenland
- Opération Doomsday

Front d’Europe de l’ouest
Front d’Europe de l’est
Campagnes d'Afrique, du Moyen-Orient et de Méditerranée
Bataille de l’Atlantique
Guerre du Pacifique
Guerre sino-japonaise
La campagne de Norvège, qui dura du 9 avril 1940 au 10 juin 1940, fut le premier affrontement terrestre direct entre les forces alliées — Royaume-Uni, France et Pologne — et les troupes de l’Allemagne nazie lors de la Seconde Guerre mondiale.
La principale raison ayant conduit l’Allemagne à occuper la Norvège était la dépendance de son industrie vis-à-vis du minerai de fer suédois, qu’elle recevait depuis les ports norvégiens dont Narvik. En sécurisant ses accès à ces ports, l’Allemagne serait en mesure de recevoir son approvisionnement en minerai et ce malgré le blocus maritime imposé par la Royal Navy. De plus, cela permettait tant aux Alliés qu’à l’Allemagne de s’opposer sans risquer pour autant une guerre de tranchées à grande échelle que les deux côtés redoutaient. Alors que la bataille de l'Atlantique prenait de l’ampleur, le contrôle des aérodromes norvégiens, comme celui de Stavanger, devenait d’une importance de premier ordre, car ils permettaient aux avions de reconnaissance allemands d’opérer dans l’Atlantique Nord, sans avoir à survoler ou à longer de trop près les côtes britanniques.
Bien que cette campagne se soit soldée par une victoire allemande, elle eut pour inconvénient de mobiliser la majorité de la Kriegsmarine et plusieurs divisions de la Wehrmacht, au détriment du front occidental.

## Arrière-plan

### Importance stratégique de la Norvège dans le conflit
La France et le Royaume-Uni avaient tous deux signé par le passé des traités d’assistance militaire avec la Pologne et de ce fait, deux jours après le début de l’invasion de la Pologne par l’Allemagne, le 1er septembre 1939, les deux pays déclaraient la guerre à cette dernière. Toutefois, aucun d’entre eux n’entreprit d’ouvrir un front à l’Ouest, et aucun affrontement d’envergure n’eut lieu entre les deux parties pendant ce que l’on appela la drôle de guerre.
Côté allié, la stratégie était surtout défensive et consistait à attendre le choc retranché dans la ligne Maginot, et à se préparer à intervenir en Belgique en cas de violation de la neutralité belge par les Allemands. Côté allemand, la majorité des membres du haut commandement militaire était d’avis qu’ils n’avaient pas encore à disposition les forces suffisantes pour lancer un assaut contre la France. Mais la Norvège constituait pour les deux camps un endroit où frapper l’autre.
La Norvège, malgré sa neutralité, revêtait une grande importance stratégique pour les deux camps, et ce pour deux raisons principales. Premièrement, le port de Narvik, duquel étaient expédiées de grandes quantités de minerai de fer suédois, dont l’industrie de guerre allemande était dépendante ; cet itinéraire était tout particulièrement important durant les mois d’hiver, lorsque la mer Baltique était bloquée par les glaces. Narvik prit encore de l’importance lorsque les Britanniques se rendirent compte que le projet Catherine, plan destiné à prendre le contrôle de la Baltique, ne pourrait être mis à exécution. Deuxièmement, les ports de Norvège étaient susceptibles de constituer des trous dans le dispositif de blocus de l’Allemagne, lui donnant accès à l’Atlantique.
Autre point marquant, la Norvège était également importante d’un point de vue symbolique de par les inspirations völkisch du parti nazi d’Adolf Hitler. Nombre de ses membres voyaient en effet le pays comme le berceau de la prétendue race aryenne.

### La guerre d’Hiver
Lorsque l’Union soviétique envahit la Finlande le 30 novembre 1939, les Alliés se trouvent alors aux côtés de la Norvège et de la Suède, apportant leur soutien à la Finlande face à un agresseur démesurément plus grand.
Cette situation représentait une occasion pour les Alliés qui pouvaient ainsi espérer, bien que sincèrement ralliés à la cause finlandaise, utiliser ce prétexte pour envoyer des troupes de soutien, et en profiter au passage pour occuper les zones minières suédoises et les ports norvégiens. Le plan initialement élaboré par les Alliés prévoyait ainsi l’envoi de deux divisions, fortes de 15 000 hommes, prêtes à en découdre lors d’un éventuel affrontement de grande envergure au centre de la Suède.
Cette initiative inquiéta l’Allemagne. Le Pacte germano-soviétique avait en effet placé la Finlande dans la zone d’influence soviétique, et de ce fait les Allemands se déclarent neutres dans ce conflit. Cette politique provoque alors un élan de sentiment anti-allemand dans toute la Scandinavie, l’Allemagne étant tenue pour alliée des Soviétiques. Le haut commandement allemand craignit alors sérieusement que la Norvège et la Suède autorisent le stationnement de troupes alliées sur leurs territoires, afin d’intervenir en faveur de la Finlande.
Toutefois, de tels déploiements n’arrivèrent jamais, parce que la Norvège et la Suède, aux abois depuis qu’elles avaient été les témoins privilégiés de la « traîtrise occidentale » à l’encontre de la Pologne lors de son invasion en septembre, ne souhaitaient pas mettre en jeu leur neutralité et être entraînées dans la guerre en laissant un droit de passage sur leur territoire à des troupes étrangères. Après la signature du traité de paix de Moscou le 12 mars 1940, tous les plans échafaudés par les Alliés furent abandonnés.

### Vidkun Quisling et premières approches allemandes
Aux origines du conflit, le haut commandement allemand était d’avis qu’une Norvège neutre était ce qui pouvait leur arriver de mieux. Tant que les Alliés ne pourraient pas pénétrer dans les eaux territoriales norvégiennes, il existerait des passages sécurisés pour les navires marchands naviguant le long des côtes scandinaves, transportant le minerai suédois importé.
Le Grand-amiral Erich Raeder était cependant d’avis qu’une invasion était préférable. Il pensait en effet que les ports norvégiens offriraient de meilleures bases d’opérations pour les U-boote utilisés dans le cadre d’un siège des Îles Britanniques, et qu’il était également possible que les Alliés envisagent d’y débarquer.
Le 11 décembre 1939, Hitler et Raeder rencontrèrent Vidkun Quisling, ancien ministre norvégien de la défense devenu chef du parti fasciste norvégien Nasjonal Samling. Les propos que l’on attribue à Quisling lors de cette rencontre concernaient la menace importante d’une invasion de la Norvège par les Britanniques, et affirmaient que le gouvernement norvégien serait plutôt enclin, dans le secret, à collaborer dans le cas d’une occupation allemande (ce qui se révéla faux). Il informa également ses interlocuteurs qu’il était en mesure de leur assurer une coopération maximale avec les forces allemandes, y compris la bienveillance des garde-côtes et l’accessibilité des bases militaires. Trois jours plus tard, Hitler ordonna à l’OKW de se lancer sur la mise au point d’un plan d’invasion de la Norvège.
Lors d’une deuxième réunion avec Quisling le 18 décembre, Hitler renouvela son souhait de maintenir la neutralité de la Norvège mais déclara que si les Alliés portaient la guerre en Scandinavie, il réagirait en conséquence. En effet, il était apparu des suspicions quant à la possible surévaluation qu’aurait pu faire Quisling de sa force à des fins personnelles, et les plans de collaboration avec lui furent abandonnés.

### L’incident de l’Altmark
Le 14 février 1940, le pétrolier-ravitailleur allemand Altmark, avec à son bord 303 prisonniers de guerre de la marine marchande britannique, reçut l’autorisation lui permettant de naviguer dans les eaux norvégiennes. Conformément aux règlements internationaux, tout navire non combattant d’une nation en guerre peut s’abriter pour quelque temps en eaux neutres, s’il en a au préalable reçu la permission. Lorsqu’un groupe de destroyers britanniques apparut à l’horizon le 16 février, l’Altmark alla chercher refuge dans un fjord norvégien. Ignorant les règlements internationaux et la neutralité norvégienne, le HMS Cossack, commandé par le capitaine de frégate Vian, pénétra dans le fjord, attaqua l’Altmark, l’aborda, tuant sept soldats allemands et libérant les prisonniers. Tout en provoquant la colère des Norvégiens, cette violation de sa neutralité fit couler beaucoup d’encre des deux côtés de la mer du Nord.
Les Alliés considérèrent cet incident comme la preuve qu’il était impossible à la Norvège de se prémunir contre le mésusage qui pouvait être fait de son territoire, et se préparèrent à mettre en œuvre un plan, proposé peu de temps après la chute de la Pologne par le premier Lord de l’Amirauté britannique Winston Churchill, qui consistait à miner la zone. Ce plan fut seulement remis à plus tard dans l’espoir que la Norvège voudrait bien de son propre chef laisser passer les troupes alliées sur son territoire afin d’aller secourir la Finlande.
Pour les Allemands, l’incident de l’Altmark montrait l’impossibilité de la Norvège à maintenir sa neutralité sur un territoire tel que le sien et que les Anglais n’avaient que faire de cette neutralité norvégienne. Hitler ordonna que la mise au point des plans d’invasion soit accélérée. Il s’engagea dans cette voie afin de contrer les plans déjà existants de Churchill dans le but d’entraîner les Norvégiens dans la guerre et de prendre le contrôle du port de Narvik. Le 21 février, le général Nikolaus von Falkenhorst fut chargé de la planification de l’invasion et du commandement des troupes terrestres y étant destinées.

## Plans initiaux

### Les plans des Alliés
Avec la fin de la guerre d’Hiver, les Alliés en vinrent à la conclusion qu’une occupation de la Norvège et de la Suède ferait plus de mal que de bien, poussant les pays neutres à s’allier à l’Allemagne. Toutefois, le nouveau président du Conseil français, Paul Reynaud, prit une position plus agressive que son prédécesseur face à la question et voulut qu’une résolution d'action un peu plus vigoureuse soit prise face à l’Allemagne. Churchill était un fervent partisan de l’attaque et de l’occupation de la Norvège parce qu’il souhaitait voir les combats s’éloigner de la France et de la Grande-Bretagne afin d’y éviter les destructions sur leurs territoires, comme lors de la guerre précédente. Il y voyait également un moyen d’envahir l’Allemagne par le Nord.
Il fut conclu que l’on utiliserait l’offensive de minage nautique planifiée par Churchill, l’opération Wilfred, destinée à bloquer l’usage des fjords comme abris et à contraindre les bateaux de transport à emprunter les eaux internationales, permettant à la Royal Navy d’y engager le combat et de les détruire. En accompagnement, le plan R4, opération de riposte face à la contre-initiative quasi certaine de l’Allemagne en réaction à l’opération Wilfred, impliquera l’occupation de Trondheim et Bergen par les Alliés, ainsi que la destruction de l’aérodrome de Sola, à côté de Stavanger.
Les Alliés ne parvinrent par ailleurs pas à s’accorder au sujet de l’opération supplémentaire Royal Marine, au cours de laquelle le Rhin devait être miné. Si les Britanniques étaient favorables à cette opération, les Français y étaient opposés, puisque leur approvisionnement dépendait lui aussi du fleuve et qu’ils craignaient des représailles allemandes sur le sol français. Du fait de ces retards dans les accords, l’opération Wilfred, initialement prévue pour le 5 avril, fut repoussée au 8 avril lorsque les Britanniques acceptèrent finalement de distinguer les opérations menées en Norvège de celles menées sur le continent.

### Les plans des Allemands
Déjà en préparation depuis un temps considérable (quoique non prioritaire), l’opération Weserübung se révéla de première nécessité après l’incident de l’Altmark. Les principaux objectifs de l’invasion consistaient en la prise des ports et la sécurisation des zones d’extraction du minerai de fer, Narvik étant l’objectif essentiel. Il s’agissait également d’assurer un contrôle total du pays afin d’éviter toute velléité de collaboration avec les Alliés. L’opération fut présentée comme une protection militaire de la neutralité norvégienne.
Parmi les questions qui préoccupèrent en interne le haut commandement allemand se trouvait la nécessité d’occuper ou non le Danemark au cours de cette opération. Le Danemark fut considéré comme vital puisque vu sa situation géographique, son occupation allait faciliter grandement les contrôles aérien et naval de la zone. Si certains des généraux consultés étaient pour faire simplement pression sur le Danemark afin qu’il accepte cet état de fait, il fut conclu qu’il serait plus sain pour la poursuite des opérations que le Danemark soit pris de force.
Autre point de dispute qui amena des modifications au plan initial, le Plan Jaune, c’est-à-dire l’invasion prévue du nord de la France et des Pays-Bas, devait prochainement occuper le gros de forces de la Wehrmacht. Comme certaines unités étaient utilisées dans la réalisation des deux invasions, Weserübung ne pouvait pas avoir lieu en même temps que le Fall Gelb, et comme les nuits raccourcissaient à l’approche du printemps, alors que l’obscurité était d’une importance vitale pour cacher la progression des forces navales, il fut ainsi décidé que Weserübung devait être déclenché au plus tôt. De fait, le jour de l’invasion (Wesertag) fut fixé au 9 avril 1940, 4 h 15 à l'heure norvégienne (Weserzeit) correspondant aux débarquements.
En Norvège, le plan avait pour but de conquérir six objectifs primaires à l’occasion d’opérations de débarquement amphibies : Oslo, Kristiansand, Egersund, Bergen, Trondheim et Narvik. En complément, des troupes parachutistes de soutien (des Fallschirmjäger) devaient prendre possession d’autres positions clés comme les aérodromes de Fornebu près d’Oslo et de Sola près de Stavanger. Le plan devait permettre de submerger rapidement les forces norvégiennes et d’occuper ces aires vitales avant même que toute forme de résistance ait pu être mise sur pied. Les forces d’attaques étaient organisées en six groupes (Gruppen (de)) :
- Gruppe 1 : dix destroyers pour Narvik ;
- Gruppe 2 : le croiseur lourd Admiral Hipper et quatre destroyers pour Trondheim ;
- Gruppe 3 : les croiseurs légers Köln et Königsberg ainsi que des navires de soutien pour Bergen ;
- Gruppe 4 : le croiseur léger Karlsruhe et d'autres bâtiments plus petits pour Kristiansand ;
- Gruppe 5 : le croiseur lourd Blücher et le cuirassé de poche Lützow, le croiseur léger Emden et des navires plus légers pour Oslo ;
- Gruppe 6 : quatre dragueurs de mines pour Egersund.

En plus, les croiseurs de bataille Scharnhorst et Gneisenau devaient escorter les groupes 1 et 2 durant leur navigation en convoi ainsi que des pétroliers et des cargos transportant des renforts de troupes, du carburant et des munitions.
Contre le Danemark, deux brigades motorisées auraient pour mission de prendre les ponts et les troupes danoises, la Luftwaffe devait à elle seule s'emparer de Copenhague ;  et les parachutistes auraient pour mission de prendre des terrains d’aviation au nord du pays. Du côté de la Kriegsmarine, bien que plusieurs groupes de combat dussent être constitués, aucun ne devait comprendre de bâtiment important.
Les Allemands escomptaient bien ne pas avoir à assumer d'affrontement armé avec les forces militaires des deux pays envahis. Aussi les troupes allemandes reçurent l’ordre de tirer seulement si elles étaient attaquées.

## L’invasion allemande

### Mouvements des flottes

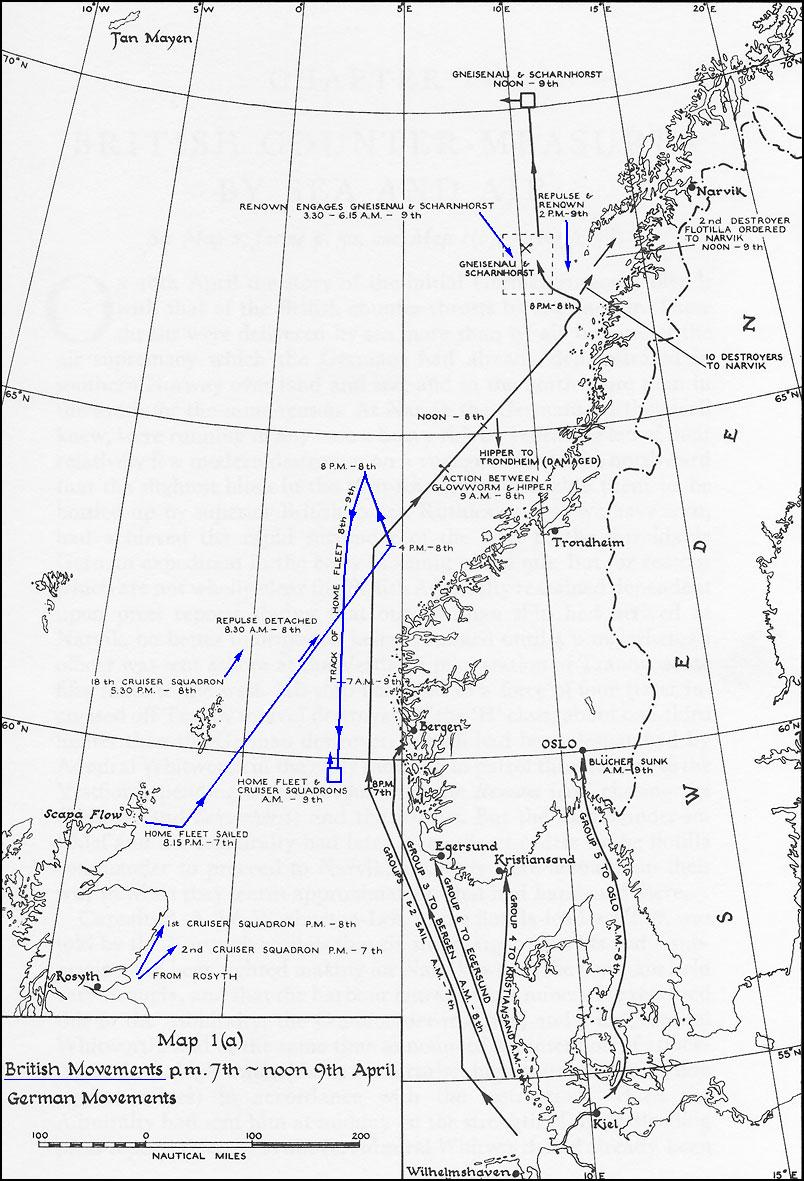
Mouvements des flottes entre le 7 et le 9 avril

Le tout début de l’invasion allemande date du 3 avril 1940, lorsque des navires ravitailleurs commencèrent à prendre le large afin de devancer le gros de la flotte. Le jour suivant, les Alliés mettaient en branle leurs propres plans en envoyant seize sous-marins à destination du Skagerrak et du Kattegat, destinés à servir de protection contre une éventuelle réaction allemande à l’opération Wilfred, elle-même lancée le jour suivant lorsque l’amiral William Whitworth appareilla de Scapa Flow à bord du HMS Renown à destination du Vestfjord en compagnie de douze destroyers.
Le 7 avril, la région fut la cible du mauvais temps, la couvrant d’un épais brouillard et rendant la mer grosse, ce qui incommoda les différents convois. Le Renown et sa flotte d’accompagnement furent bientôt pris dans une forte tempête de neige, et le HMS Glowworm, un des destroyers d’escorte, dut se disjoindre de l’escadre, à la recherche d’un homme balayé par-dessus bord. Toutefois, le temps vint en aide aux Allemands, leur fournissant un rideau de protection pour leurs forces, et tôt le matin ils purent faire appareiller les Gruppen 1 et 2, ceux qui avaient le plus de chemin à faire.
Bien que le mauvais temps rendît les opérations de reconnaissance difficiles, les deux groupes allemands furent découverts à 170 kilomètres au sud du cap Lindeness (la zone la plus au sud de la Norvège) peu après 8 h 0 par des patrouilles de la RAF, qui les identifièrent comme étant composés d’un croiseur et de six destroyers. Une escadre de bombardiers fut envoyée à leur poursuite et les trouva 125 kilomètres plus au nord que lors du contact précédent. Aucun dégât ne fut infligé lors de l’attaque, mais les forces allemandes furent réévaluées à un croiseur de bataille, deux croiseurs et dix destroyers. De fait des règles strictes alors en application concernant le silence radio, les bombardiers ne purent en rendre compte avant 17 h 30.
Apprenant ces mouvements allemands, l’Amirauté britannique en vint à la conclusion que les Allemands tentaient de forcer le blocus que les Alliés imposaient à l’Allemagne, et comptaient utiliser leurs flottes pour couper les voies commerciales de l’Atlantique. L’amiral Sir Charles Forbes, commandant en chef de la Home Fleet, en fut informé et appareilla à 20 h 15 afin de les intercepter.
Les deux camps n’étant pas réellement conscients de l’importance des agissements de l’autre, tous deux poursuivirent la marche de leurs plans respectifs. Le Renown arriva au Vestfjord tard dans la nuit et prit position près de l'entrée du fjord tandis que les destroyers procédaient aux opérations de mouillage des mines. Pendant ce temps, les Allemands faisaient appareiller le reste de leurs forces d'invasion. Le premier contact direct entre les deux adversaires eut lieu le lendemain matin sans qu'il n'ait été du ressort de la volonté de quiconque.
Le Glowworm, en route pour rejoindre le Renown, sortit de l'épais brouillard sur l'arrière du destroyer allemand Z 11 Bernd von Arnim puis du Z 18 Hans Lüdemann, vers 8 h 0 du matin du 8 avril. Il s'ensuivit immédiatement une escarmouche et les deux destroyers prirent la fuite, appelant à la rescousse. L'Admiral Hipper répondit rapidement à cet appel à l'aide et endommagea rapidement le Glowworm. Trop ralenti pour pouvoir distancer le puissant croiseur lourd allemand, le Glowworm tenta alors de l'éperonner. Le Glowworm occasionna des dommages significatifs au Hipper sur son tribord, et le Glowworm fut quant à lui détruit par une salve à bout portant tirée juste après. Durant son combat, le Glowworm rompit le silence radio et informa l'Amirauté de sa situation. Bien que le destroyer n'eût pas le temps d'achever sa transmission, cela était suffisant pour que l'Amirauté sache que le Glowworm avait été aux prises avec un gros navire allemand, que des coups avaient été tirés et que le contact ne pouvait plus être rétabli avec le destroyer. En réponse, l'Amirauté ordonna au Renown et à son unique navire d'escorte (les deux autres ayant été se ravitailler en port ami) d'abandonner leur position dans le Vestfjord et de se diriger vers la dernière position connue du Glowworm. À 10 h 45, les huit autres destroyers chargés du mouillage des mines reçurent à leur tour l'ordre de s'y rendre.
À midi, le sous-marin polonais ORP Orzeł rencontra et coula le transport de troupes allemand Rio de Janeiro dans le Skagerrak. Parmi les débris furent découverts les corps de soldats allemands en uniforme ainsi que de multiples fournitures militaires. Bien que l'Orzeł ait rapporté cet incident à l'Amirauté, celle-ci était trop préoccupée par la situation du Glowworm et son assaillant allemand pour y accorder plus d'importance dans le flot d'informations qui lui parvenait. La plupart des soldats allemands naufragés furent recueillis à bord de bateaux de pêche norvégiens, et il ressortait de leur interrogatoire qu'ils étaient destinés à protéger Bergen des Alliés. Cette information fut transmise à Oslo où le Parlement norvégien, le Storting, n'y prêta pas grand intérêt, jugeant que cela relevait de l'ignorance des soldats, et ne prit d'autre mesure que d'alerter les garde-côtes.
À 14 h 0, l'Amirauté reçut l'information selon laquelle la reconnaissance aérienne avait localisé un groupe de navires allemands à une grande distance de Trondheim, direction ouest nord-ouest, cap à l'Ouest. Cela renforçait la thèse soutenue par l'Amirauté d'une tentative de rupture du blocus par les Allemands, et la Home Fleet changea de cap, passant du nord-est au nord-ouest avec à nouveau l'espoir de les intercepter. Par ailleurs, Churchill annula le plan R4 et ordonna aux quatre croiseurs transporteurs de troupes de désembarquer leur chargement et d'aller se joindre à la Home Fleet. En réalité, les bâtiments allemands, c'est-à-dire la Gruppe 2, en étaient seulement à faire des cercles afin de n'atteindre leur cible, Trondheim, qu'à l'heure prévue.
Cette nuit-là, après avoir pris connaissance du grand nombre de rapports mentionnant la présence de vaisseaux allemands au sud de la Norvège, Charles Forbes commença à douter de la validité de l'hypothèse d'une tentative de rupture du blocus, et donna l'ordre à la Home Fleet de mettre cap au Sud en direction du Skagerrak. Il ordonna également au HMS Repulse, ainsi qu'à un autre croiseur et plusieurs destroyers, de faire quant à eux route vers le Nord afin de rejoindre le Renown.
À 23 h 0, au moment où Forbes venait juste d'être informé de l'incident du Orzeł, la Gruppe 5 fut approchée par le patrouilleur norvégien Pol III à l'entrée du fjord d'Oslo. Le Pol III envoya rapidement un message d'alarme aux batteries côtières de Rauøy (sur l'île de Rauøy) et ouvrit le feu sur le torpilleurs Albatros au moyen de son unique canon, peu avant d'entrer en collision avec ce dernier. L'Albatros et deux autres unités répondirent à coups de canons antiaériens, tuant le commandant et mettant le bateau en feu. La Gruppe 5 poursuivit son chemin dans le fjord et passa les batteries côtières avancées sans incident. Plusieurs petits bateaux allemands se séparèrent alors du groupe afin de s'emparer des fortifications ainsi tournées, ainsi que Horten. Cette activité ne passa pas inaperçue, et bientôt les rapports atteignirent Oslo, provoquant une réunion nocturne au Storting vers minuit. Durant celle-ci, l'assemblée décida de procéder à une mobilisation partielle (avec ordres délivrés par la poste) et une instruction selon laquelle les bâtiments britanniques et français ne devaient pas être attaqués.
À peu près à ce moment-là, plus au Nord, le Renown se repliait sur le Vestfjord après avoir atteint la dernière position connue du Glowworm, sans y avoir rien trouvé. La mer grosse avait obligé Whitworth à naviguer plus au nord que nécessaire et l'avait isolé de ses destroyers lorsqu'il fit la rencontre du Scharnhorst et du Gneisenau. Le Renown engagea le combat avec les deux croiseurs de bataille et durant le court combat, le Gneisenau eut ses systèmes de réglage de tir endommagés, l'obligeant lui et le Scharnhorst à fuir plus au Nord. Le Renown tenta la poursuite, mais à 4 h 0 il perdit le contact visuel du fait du mauvais temps.

### Weserzeit
L'invasion de la Norvège commence donc au matin du 9 avril 1940. Dans l'Ofotfjord menant à Narvik, les dix destroyers allemands du Gruppe 1 sont en approche. Avec le Renown et son escorte déroutés plus tôt afin de rendre compte de l'incident du Glowworm, aucun bâtiment britannique ne leur barre la voie, et les Allemands peuvent pénétrer dans la zone sans rencontrer de résistance. Au moment où ils atteignirent le fond du fjord près de Narvik, la plupart des destroyers avait déjà quitté le regroupement principal afin de prendre les batteries avancées de l'Ofotfjord, en laissant seulement trois avec pour mission de réduire au silence les deux vieux navires de défense côtière norvégiens qui montaient la garde, à savoir le Eidsvold et le Norge. Bien qu'antédiluviens, les deux bâtiments étaient en mesure de prendre le dessus sur ces destroyers bien plus légers et au blindage moins épais. Après une courte discussion avec le capitaine du Eidsvold, les navires allemands ouvrirent le feu par précaution sur le navire de défense côtière, le coulant après l'avoir atteint de trois torpilles. Le Norge entra dans la bataille peu après et tira sur les destroyers, mais ses régleurs de tir manquaient d'expérience et n'envoya aucun coup au but avant d'être coulé par une bordée de torpilles des destroyers allemands.
À Trondheim, le Gruppe 2 ne rencontra également qu'une légère résistance durant le débarquement. Dans le Trondheimsfjord, l'Admiral Hipper attaqua les batteries côtières pendant que ses destroyers d'escorte, en avant toute, les dépassèrent à une allure de 25 nœuds. Un coup particulièrement bien placé du Hipper coupa les câbles d'alimentation des projecteurs et rendit les canons de la batterie inefficaces. Seul un destroyer reçut un coup durant les opérations de débarquement.
À Bergen, les ouvrages de défense côtière offrirent une résistance plus sévère lors de l'approche du Gruppe 3, et le croiseur léger Königsberg ainsi que le navire d'entraînement d'artillerie Bremse furent endommagés, ce dernier l'étant même de manière sérieuse. Le manque de projecteurs de poursuite amoindrit toutefois l'efficacité des canons, et les navires de débarquement purent opérer sans grande opposition une fois à quai. Les fortifications se rendirent peu après, dès l'arrivée d'unités de la Luftwaffe.
À Kristiansand, la résistance des fortifications côtières fut plus dure, reportant par deux fois le débarquement et endommageant sérieusement le Karlsruhe, le poussant presque à l'échouage. La confusion se répandit toutefois lorsque les Norvégiens reçurent l'ordre de ne pas tirer sur les bâtiments britanniques ou français, et que les Allemands commencèrent à utiliser des codes norvégiens saisis à Horten. Les Allemands en profitèrent alors pour gagner rapidement le port et y débarquer leurs troupes, conquérant la ville à 11 h 0.

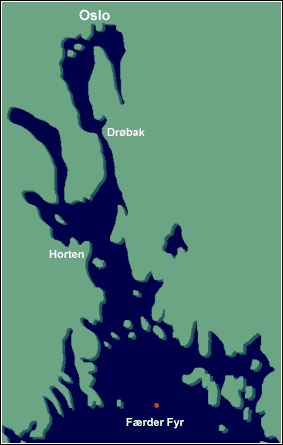
L'Oslofjord

Le Gruppe 5 rencontra la résistance la plus sérieuse devant le système de défense intérieur de l'Oslofjord, à proximité de Drøbak. Le Blücher, ouvrant le passage, s'approchait des forts en pensant qu'ils seraient pris par surprise et qu'ils ne pourraient pas réagir à temps comme de nombreux autres à l'embouchure du fjord. Le croiseur était à peine arrivé à portée de la batterie que la forteresse de Oscarsborg ouvrit le feu, mettant chaque coup au but. En quelques minutes, le Blücher se trouvait désemparé et ravagé par un terrible incendie. Le croiseur endommagé fut finalement achevé par une salve de torpilles lancée depuis une base terrestre lance-torpilles, il coula avec à son bord la plus grande partie du personnel administratif destiné à la fois à la supervision de l'occupation de la Norvège et à occuper le quartier général de la division devant prendre possession d'Oslo. Le croiseur Lützow, également endommagé lors de l'attaque, dut battre en retraite, en compagnie de la totalité du Gruppe 5, douze miles au sud vers Sonsbukten où il fit débarquer ses troupes. Cette distance retarda de plus de 24 heures l'arrivée des principales troupes d'invasion allemandes à Oslo, bien que la ville tombât seulement douze heures plus tard, lors de l'arrivée de troupes ayant atterri à l'aérodrome de Fornebu.
Toutefois, ce retard provoqué par les forces norvégiennes rendit possible la fuite plus au nord du roi Haakon VII de Norvège, du Parlement et du trésor national. Cela leur permit également par la suite de gagner le Royaume-Uni. De fait, la Norvège n'a donc jamais capitulé, le gouvernement de Vidkun Quisling fut déclaré illicite, et la Norvège, ainsi que son importante flotte marchande, demeura tout au long de la guerre un allié et non un territoire conquis.
Fornebu était censée être sécurisée par les troupes parachutistes une heure seulement avant l'arrivée des premières troupes d'occupation, mais ces premiers avions se perdirent dans le brouillard et n'arrivèrent pas. Pour autant l'aérodrome n'était pas fortement défendu et les soldats allemands le conquirent promptement au sortir de leurs appareils. L'escadrille de chasseurs de l'aviation norvégienne basée à Fornebu résistèrent à bord de leurs biplans Gloster Gladiator jusqu'à être à court de munitions et se replièrent sur des aérodromes secondaires encore libres. Les personnels au sol de l'escadrille furent également rapidement à court de munitions pour leurs mitrailleuses antiaériennes et dans la confusion générale et le stress de la préparation des chasseurs, personne n'eut la présence d'esprit ni le temps de faire la distribution des armes personnelles et des munitions pour les rampants. Les tentatives norvégiennes pour lancer une contre-attaque tournèrent court et n'aboutirent à rien de convaincant. Apprenant ceci, Oslo se déclara ville ouverte et se rendit bientôt en totalité.
Quant au Gruppe 6 à Egersund et aux parachutistes de Stavanger, ils connurent peu de résistance et capturèrent rapidement leurs objectifs.

#### Capture du Danemark
La Wehrmacht franchit la frontière danoise aux environs de 4 h 15 le 9 avril 1940. Lors d'une opération combinée, des troupes allemandes débarquèrent sur les docks de Langelinie dans la capitale danoise, Copenhague, et commencèrent à occuper la ville. Les parachutistes allemands prirent également l'aéroport d'Aalborg. Simultanément, un ultimatum fut soumis par l'ambassadeur allemand au roi Christian X. Des annonces faisant état des plans allemands avaient été soumis quelques jours auparavant au Parlement, mais celles-ci étaient restées sans réponse. L'armée danoise était réduite, mal préparée et dotée d'un équipement obsolète, mais elle résistait dans différents endroits dans le pays ; les accrochages les plus sérieux eurent lieu au contact de la Garde Royale, située au palais d'Amalienborg à Copenhague même, et avec les forces massées aux abords de Haderslev dans le Jutland-du-Sud. Vers 6 h 30, le roi Christian X, après s'être entretenu avec le Premier ministre Thorvald Stauning, décida de capituler, convaincu que toute résistance prolongée ne résulterait qu'en la perte inutile de nouvelles vies danoises. Le peuple danois fut complètement pris au dépourvu par cette occupation et reçut la consigne de coopérer avec les autorités allemandes. L'occupation du Danemark par l'Allemagne fut effective le 10 avril et dura jusqu'au 5 mai 1945.
Une part importante de la marine marchande danoise échappa à l'occupation, car Arnold Peter Møller, président de la compagnie de transport Mærsk, donna le 8 l'ordre à ses 36 navires en haute mer de rallier des ports alliés ou neutres autant que possible.
Prévenant ainsi une invasion allemande, le 12 avril 1940 les forces britanniques occupèrent par mesure de précaution les Îles Féroé, alors amt (comté) danois.

### Réaction alliée
Peu après, les invasions allemandes de Trondheim, Bergen, Stavanger, ainsi que les escarmouches dans l'Oslofjord furent rendues publiques. Ne voulant pas trop disperser ses forces du fait de la méconnaissance des deux croiseurs de bataille allemands, la Home Fleet choisit de se concentrer dans les environs de Bergen et y répartit une force d'attaque. Les reconnaissances de la RAF rapportèrent bientôt que les forces adverses en présence se révélaient bien plus fortes que prévu, et cela, en plus de la possibilité selon laquelle les Allemands pouvaient être maîtres des batteries de défense côtière, provoqua le rappel de la force d'attaque et l'usage du porte-avions HMS Furious afin de lancer ses bombardiers torpilleurs sur les vaisseaux ennemis. Toutefois, cet assaut n'eut jamais lieu, pris de vitesse par les bombardiers de la Luftwaffe attaquant la Home Fleet. Ces derniers coulèrent le destroyer HMS Gurkha et contraignirent la Home Fleet à se replier plus au nord lorsque sa défense antiaérienne s'avéra inefficace. La supériorité aérienne allemande dans le secteur poussa les Britanniques à attribuer la zone méridionale d'opérations aux seuls sous-marins et à la RAF, la zone septentrionale demeurant le lieu de concentration des vaisseaux de surface.
En plus des débarquements allemands au sud et au centre de la Norvège, l'Amirauté fut informée par voie de presse de la présence d'un unique destroyer allemand à Narvik. De ce fait, elle décida d'y engager la deuxième flottille de destroyers, constituée principalement de bateaux ayant servi auparavant d'escorte lors de l'opération Wilfred. Cette flottille, sous le commandement du capitaine de la Royal Navy Bernard Warburton-Lee, s'était déjà séparée du Renown durant sa poursuite du Scharnhorst et du Gneisenau, après avoir reçu l'ordre de monter la garde devant l'entrée du Vestfjord. À 16 h 0 le 9 avril, la flottille envoya à terre un officier, à Tranøy, à quatre-vingts kilomètres à l'est de Narvik, où il apprit des habitants que les forces allemandes étaient de quatre à six destroyers et d'un sous-marin. Warburton-Lee télégraphia ces informations à l'Amirauté, en concluant son message par son intention d'attaquer le lendemain « à l'aube, à marée haute », ce qui devrait provoquer la surprise et lui permettre d'éviter les mines. Cette décision fut approuvée par l'Amirauté dans un télégramme la nuit suivante.
Tôt le lendemain matin, Warburton-Lee emmène son navire amiral, le HMS Hardy, ainsi que quatre autres destroyers dans l'Ofotfjord. À 04 h 30, il arriva à l'entrée du port de Narvik en compagnie du HMS Hunter et du HMS Havock, laissant aux HMS Hotspur et HMS Hostile le soin d'en garder l'entrée et de tenir en respect les batteries côtières. Le brouillard et les chutes de neige très fortes permirent aux forces menées par Warburton-Lee de s'approcher sans être découvertes. Lorsqu'ils entrèrent dans le port lui-même, ils y trouvèrent cinq destroyers allemands et ouvrirent aussitôt le feu, débutant ainsi la première bataille de Narvik. Les bateaux de Warburton-Lee tirèrent trois bordées sur les vaisseaux ennemis, rejoints après la première passe par le Hotspur et le Hostile. Ils parvinrent à couler deux bâtiments, à en désemparer un, et à couler six tankers et vaisseaux de ravitaillement. Le commandant allemand, le capitaine de vaisseau Friedrich Bonte, perdit la vie lorsque son navire amiral le Wilhelm Heidkamp fut coulé. La flottille de Warburton-Lee quitta le port pratiquement indemne.
À 6 h 0, la 2e flottille de destroyers britannique était sur le chemin du retour, en direction de l'entrée du Vestfjord, lorsque, venant de l'Herjangsfjord derrière elle, trois destroyers allemands apparurent, commandés par le commandant Erich Bey. Quelques minutes après, deux autres arrivèrent face à eux, cernant les forces de Warburton-Lee. Le Hardy fut le premier navire touché, et fut rapidement mis hors de combat, échoué par ses officiers après que le vaisseau a été désemparé. Le Hunter fut le suivant à être désarmé, s'arrêtant net au milieu des eaux après plusieurs coups au but. Le Hotspur fut ensuite touché, atteint au niveau de son système de gouvernail, ce qui le fit entrer en collision avec le Hunter. Ils reçurent encore plusieurs coups avant que le Hotspur puisse se dégager de l'épave du Hunter. Le Hostile et le Havock avaient pendant ce temps pris le large, mais firent demi-tour afin de couvrir la retraite du Hotspur. Les vaisseaux allemands reçurent quelques coups, mais tombèrent surtout à court de carburant, ce qui les empêcha de se lancer dans une poursuite. Une fois sortis de l'Ofotfjord, les trois destroyers britanniques restants purent encore couler le ravitailleur allemand Rauenfels.
Peu après cette première bataille de Narvik, deux autres navires allemands furent coulés par les forces britanniques. Une attaque à longue distance menée par le Fleet Air Arm depuis leur base de Hatston dans les Orcades fut envoyée sur Bergen où fut détruit le croiseur léger allemand Königsberg déjà désemparé ; il reste le premier navire de guerre de grande taille coulé par des aéronefs. Par ailleurs, le sous-marin HMS Truant coula le croiseur léger Karlsruhe dans la nuit du 9 avril peu après que celui-ci eut quitté Kristiansand. Le jour suivant, le Furious et le navire de ligne Warspite se joignirent à la Home Fleet et une nouvelle attaque aérienne fut menée contre Trondheim dans l'espoir d'y couler le Admiral Hipper. Toutefois, le Admiral Hipper était déjà parvenu à échapper à la surveillance mise en place au large du port, et était en route pour l'Allemagne lorsque l'attaque fut déclenchée ; aucun des destroyers ou vaisseaux de soutien allemands encore sur place ne fut touché durant l'assaut. Plus au sud, le HMS Spearfish eut plus de chance et endommagea sérieusement le croiseur lourd Lützow à la minuit du 11 avril, mettant le vaisseau allemand hors de combat pour un an.
Comme il devenait de plus en plus évident que les forces allemandes avaient réussi à quitter les eaux norvégiennes, la Home Fleet mit le cap au Nord sur Narvik dans l'espoir d'y piéger les destroyers restants. En chemin, les vaisseaux subirent quelques attaques de bombardiers allemands, les obligeant à dévier leur route vers l'ouest, plus au large. Au 12 avril, la flotte était à portée de Narvik et on tenta une attaque aérienne à partir du Furious, mais ses résultats furent décevants. Il fut alors décidé d'y envoyer le navire de ligne Warspite ainsi qu'une puissante escorte, commandés par Whitworth.

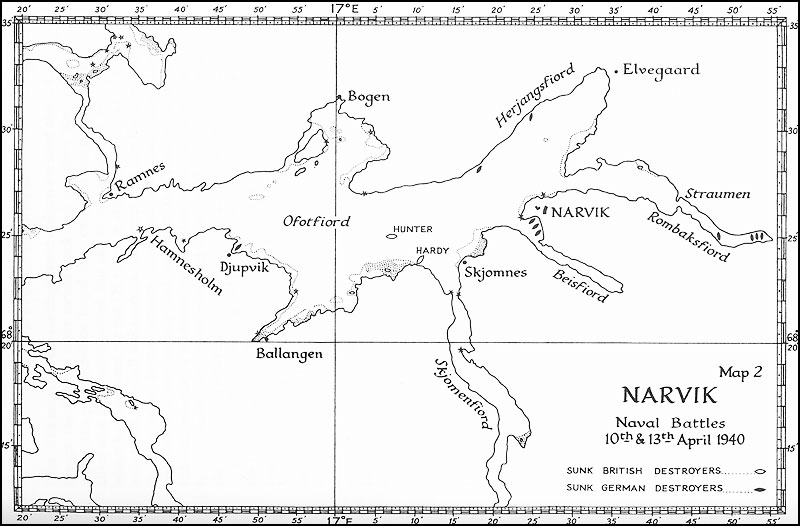
Les batailles de Narvik

Au matin du 13 avril, les forces de Whitworth pénétrèrent dans le Vestfjord en utilisant l'avion de reconnaissance du Warspite pour lui ouvrir la voie. Tout en localisant deux destroyers ennemis, l'avion de reconnaissance coula un sous-marin allemand, première occurrence d'une telle victoire. Les destroyers du Warspite avancèrent trois miles (5 km) devant le navire de ligne, afin d'engager le combat avec leurs homologues allemands venus à leur rencontre, donnant ainsi le coup d'envoi de la Deuxième Bataille de Narvik. Bien qu'aucun des opposants ne reçut de dommage notable, les navires allemands se trouvèrent bientôt à court de munitions et furent progressivement repoussés hors du port. Cet après-midi-là, la plupart d'entre eux tenta de s'enfuir par le Rombaksfjord, excepté le destroyer Künne qui s'échoua sur le chemin du Herjangsfjord et fut détruit par le HMS Eskimo. Quatre destroyers britanniques engagèrent la poursuite, dans le Rombaksfjord, le destroyer Eskimo étant bientôt endommagé par l'ennemi qui l'attendait de pied ferme. Toutefois, la situation des Allemands était sans espoir, à court de munitions et de carburant. Lorsque les autres bâtiments britanniques atteignirent leur position, ils ne purent que constater que leurs équipages avaient abandonné les navires après les avoir sabordés. À 18 h 30, les navires britanniques quittaient le fjord, désormais nettoyé de toute présence de la Kriegsmarine.

## Situation norvégienne
Les invasions allemandes atteignirent pour la plupart leurs objectifs d'assaut simultané et d'attaque par surprise des forces norvégiennes, situation favorisée par l'ordre de mobilisation seulement partielle donné par le gouvernement norvégien, ce dès le premier jour de l'opération, à savoir le 9 avril 1940 et par l'impréparation générale de l'armée norvégienne. Tout n'était pas perdu cependant pour les Alliés, avec notamment le Gruppe 5 repoussé dans l'Oslofjord, ce qui donna quelques heures de plus aux Norvégiens pour évacuer la famille royale et le gouvernement vers Hamar. Avec le gouvernement en fuite, Vidkun Quisling saisit l'occasion et prit le contrôle d'un émetteur de la radio nationale, annonçant par ce média un coup d'État, se désignant lui-même comme nouveau Premier ministre de Norvège. Son premier acte officiel fut, à 19 h 30 le même jour, d'annuler l'ordre de mobilisation.
Dans la soirée, le gouvernement norvégien s'installa à Elverum, Hamar ne se révélant pas assez sécurisant. Toutes les demandes allemandes furent rejetées et l'Autorisation d'Elverum fut ratifiée alors que se faisait sentir la nécessité de mettre sur pied un gouvernement en exil. Toutefois, le caractère désespéré de la situation le poussa à poursuivre les négociations avec les Allemands, prévues pour le jour suivant. Par précaution, le colonel Otto Ruge, inspecteur général de l'infanterie norvégienne, avait disposé un barrage routier à environ 110 km au nord d'Oslo, à Midtskogen, où bientôt se présenta un petit détachement de troupes allemandes mené par l'attaché militaire responsable de l'aviation à l'ambassade d'Allemagne, qui était en train de faire route vers le Nord dans le but de clore au plus tôt l'affaire en capturant le roi Haakon VII. Une escarmouche éclata et les Allemands se replièrent après que l'attaché fut tué par les gardes royaux norvégiens. Le 10 avril, les négociations finales entre Norvégiens et Allemands échouèrent après que la délégation norvégienne, menée par Haakon VII en personne, refusa de reconnaître le nouveau gouvernement constitué par Quisling.
Un des derniers actes pris par les autorités norvégiennes avant leur dispersion fut la promotion d'Otto Ruge au rang de général de division et sa nomination comme commandant en chef de l'armée norvégienne, responsable de la supervision de la résistance à l'agression allemande. Avec les Allemands maîtres des principaux centres urbains, ports et aérodromes, tout comme des principaux dépôts d'armes et du réseau de télécommunication, toute velléité de renvoi des Allemands à la mer s'avérait impossible. Au lieu de ceci, Ruge décida que sa seule chance était de jouer la montre, d'immobiliser les Allemands jusqu'à ce que des renforts puissent arriver de France et du Royaume-Uni.
Le 11 avril, après l'arrivée de renforts en provenance d'Oslo, l'offensive du général Nikolaus von Falkenhorst put commencer. Son objectif était de faire la jonction avec les forces allemandes éparpillées sur le territoire avant que la Norvège ait pu mobiliser ou que toute intervention massive de l'étranger ne puisse arriver. Première tâche, sécuriser l'Oslofjord le plus largement possible, ensuite déployer les 196e et 163e divisions d'infanterie allemandes afin d'établir le contact avec les troupes occupant Trondheim.
Au 14 avril, la 1re division norvégienne, stationnée à l'est de l'Oslofjord dans le comté d'Østfold, avait été évacuée en Suède et la 3e division norvégienne, basée à Kristiansand, s'était rendue. La 4e division norvégienne, en position autour de Bergen, était parvenue à échapper aux forces allemandes débarquées et débuta rapidement un travail de ralentissement de la progression vers l'est des Allemands. Ses efforts furent bientôt gênés par le fait que la majeure partie des forces de la division dut être transférée vers Valdres afin de soulager la situation dans l'Østland. La 5e division norvégienne à Trondheim avait perdu la quasi-totalité de ses stocks dès le début de l'invasion, et son commandant avait décidé de rester en position à Steinkjer plutôt que d'attaquer les Allemands. La 6e division norvégienne, quant à elle, située bien plus au nord, près de la frontière finlandaise, ne se trouvait pas au contact des zones occupées par les Allemands.
Pour le général Ruge, seule la 2e division norvégienne était donc disponible. Cela ne l'empêcha pas néanmoins de constituer son armée autour de cette unité opérationnelle. Malgré l'afflux de volontaires faisant passer les effectifs de la division de 3 000 à environ 12 000 hommes, et la rallonge budgétaire de 11,1 millions de couronnes norvégiennes (soit 4,5 millions de dollars américains de l'époque) que Ruge reçut, il lui était impossible de mettre sur pied une force capable d'engager une offensive directe contre les Allemands. Au lieu de cela, il choisit de concentrer sa division au débouché des vallées aux confins du Gudbrandsdal et l'Østerdalen, menant d'Oslo à Trondheim. De là, il s'employa à attaquer les Allemands dès que le terrain lui était favorable, procédant par raids éclair, embuscades et destructions sélectives, tout cela dans le but de retarder la progression des deux divisions allemandes vers le nord. Ces méthodes n'eurent jamais la prétention de stopper complètement les Allemands, ceux-ci ayant bientôt recours à leur appui aérien et à des unités de blindés légers afin de briser les points de résistance norvégiens. Le 20 avril, les forces allemandes étaient parvenues à progresser jusqu'à Elverum, soit à 305 km au sud de Trondheim. Du fait des combats incessants, les forces norvégiennes se trouvaient épuisées et cruellement à court de ravitaillement.

## Campagne terrestre
Lorsque l'ampleur de l'invasion allemande devint claire aux yeux des Britanniques, ils commencèrent à préparer la contre-attaque. Les dissensions entre les différentes armes étaient fortes, si bien que, tandis que la British Army, en concertation avec Otto Ruge, souhaitait un assaut sur Trondheim dans le centre de la Norvège, Churchill désirait que l'attaque se fasse sur Narvik. On décida, en compromis, d'envoyer des troupes aux deux endroits.

### Campagne en Norvège centrale

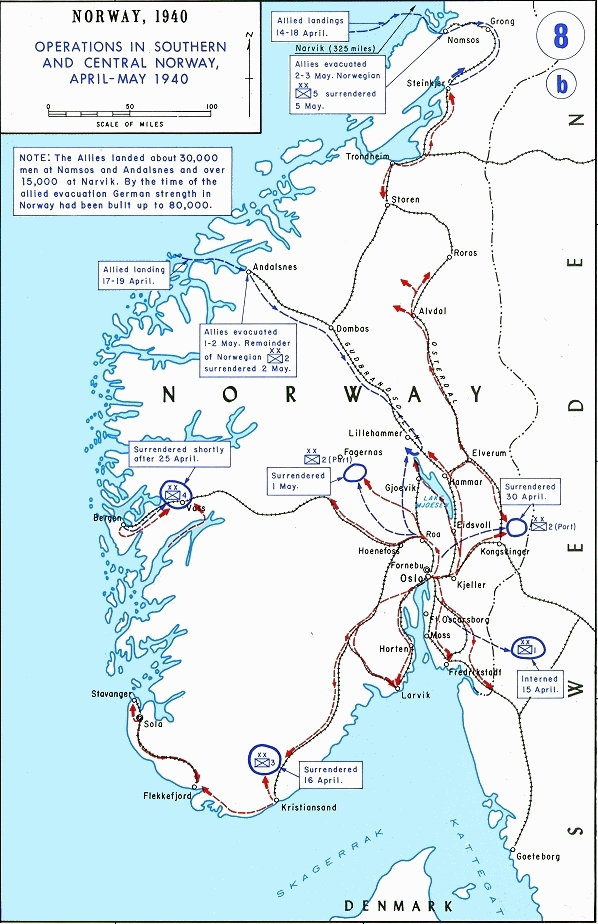
Opérations en Norvège en avril et mai 1940.

Les plans originels de la campagne en Norvège centrale proposaient une attaque sur trois fronts contre Trondheim de la part des forces alliées, pendant que les Norvégiens contiendraient les Allemands au sud. Cette opération reçut le nom d'opération Hammer, et devait débarquer des troupes à Namsos au nord (la Mauriceforce ou force Maurice), à Åndalsnes au sud (Sickleforce ou force Faucille), et près de Trondheim à proprement parler (Hammerforce ou force Marteau). Ce plan initial fut rapidement remanié, dès qu'il fut pressenti qu'un assaut direct sur Trondheim serait bien trop risqué. Du coup, seules les forces Maurice et Faucille seraient débarquées.
Afin de repousser les débarquements alliés qui ne manqueraient pas de se produire, l'Oberkommando der Wehrmacht ordonna à une compagnie de Fallschirmjägers de sauter sur un nœud ferroviaire à Dombås au nord de la vallée de Gudbrandsdal. La troupe atterrit le 14 avril et parvint à bloquer toute communication routière et ferroviaire dans le centre de la Norvège cinq jours durant, lors de ce qu'il convient d'appeler la bataille de Dombås, ce avant d'être contrainte de se rendre à l'armée norvégienne, le 19 avril.
Le 17 avril, la force Maurice, c'est-à-dire au début de l'opération la 146e brigade d'infanterie britannique du major général Adrian Carton de Wiart, débarque à Namsos. Durant la traversée, les troupes avaient été transférées à bord de destroyers depuis leurs grands transports de troupes, du fait des eaux peu profondes du fjord menant à Namsos ; du fait de la confusion engendrée par ces transbordements, une grande partie de l'approvisionnement et même le commandant de la brigade furent égarés. Autre gros problème pour la force Maurice, l'absence d'appui aérien dont la Luftwaffe put largement tirer profit. Peu après le débarquement, le général de Wiart fit une sortie avec ses hommes hors de Namsos. Les bombardiers allemands ne tardèrent pas, et détruisirent Namsos, privant les Norvégiens d'une nouvelle base. Sans plus y prêter attention, de Wiart avança de 130 kilomètres à l'intérieur des terres jusqu'à Steinkjer, où il put faire la jonction avec la 5e division norvégienne. Des attaques aériennes incessantes empêchèrent toute offensive d'envergure, et le 21 avril, la force Maurice fut attaquée par la 181e division d'infanterie allemande, depuis Trondheim. Les Norvégiens durent reculer, laissant Steinkjer aux Allemands.
La force Faucille, soit au début de l'opération la 148e brigade d'infanterie britannique commandée par le major général Bernard Paget, débarqua à Åndalsnes le 18 avril. D'Åndalsnes, les forces britanniques cheminèrent par voie ferrée jusqu'au village de Dombås, désireuses de progresser vers le nord en direction de Trondheim. Au lieu de cela, elles y furent accueillies par le général Ruge qui les informa que les forces norvégiennes n'étaient pas en mesure de contenir plus longtemps la poussée allemande dans les vallées. Conscient qu'une percée allemande provoquerait à la fois l'encerclement des forces britanniques et la coupure de leur voie d'approvisionnement, Paget envoya ses troupes au sud, à Lillehammer. Elles n'y restèrent cependant pas longtemps, la 148e brigade étant bientôt attaquée par les troupes de Pellengahr, et fut forcée de rebrousser chemin. Lors de sa retraite par la vallée de Tretten, la 148e subit de nouveau une attaque, ce qui mit l'unité hors de combat. Pendant ce temps, la 15e brigade d'infanterie britannique avait débarqué à Åndalsnes et avait commencé son mouvement vers le sud afin de relever la 148e. Les Britanniques rencontrèrent les forces allemandes qui pourchassaient la 148e à Kvam, commune entre Tretten et Dombås ; ils furent repoussés jusqu'à Kjorem, où les Alliés subirent de nouvelles dures attaques.
Au 28 avril, les deux forces ayant été mises en échec par les Allemands, il fut décidé de retirer toutes les forces alliées stationnées en Norvège centrale. La force Faucille, aidée par le général Ruge, parvint à retourner à Åndalsnes et à s'en échapper le 2 mai à 2 h 0, quelques heures seulement avant que la 196e division d'infanterie allemande ne capture le port. La force Maurice, dont les convois de rembarquement avaient été retardés par le brouillard, fut évacuée le 3 mai, bien que deux de leurs vaisseaux de secours, le destroyer français Bison et son homologue britannique HMS Afridi, aient été coulés par des bombardiers en piqué Junkers Ju 87.
L'échec de la campagne centrale est considérée comme étant l'une des causes directes du débat sur la Norvège (célèbre séance de débats tenue à la Chambre des Communes), qui aboutit à la démission du Premier ministre britannique Neville Chamberlain et à la nomination de Winston Churchill à ce poste.

### Campagne en Norvège septentrionale
En parallèle de l'opération menée dans le secteur de Trondheim, une deuxième campagne fut lancée au nord, avec pour objectif la reconquête de Narvik. Comme dans le cas précédent, l'expédition de Narvik dut faire face à de nombreux obstacles.
Un des premiers problèmes rencontrés par les forces alliées fut l'absence de commandement unifié, ou même de réelle organisation. Les forces navales opérant dans la zone étaient menées par l'amiral de la flotte William Boyle, 12e comte de Cork, qui avait reçu l'ordre de débarrasser la zone de toute présence allemande au plus vite. Au contraire, le commandant des troupes au sol, major général Pierse Mackesy, avait reçu l'ordre de débarquer en dehors des zones fermement tenues par les Allemands et d'éviter d'endommager les zones peuplées. Les deux commandants se rencontrèrent le 15 avril afin de déterminer quelle serait la meilleure stratégie à adopter. Boyle était pour un assaut immédiat sur Narvik mais Mackesy argumenta qu'une telle manœuvre ne pouvait qu'aboutir à un massacre des troupes de débarquement. Boyle se rallia finalement au point de vue de Mackesy.
Les troupes de Mackesy, nom de code Rupertforce (ou force Rupert), étaient constituées des soldats de la 24e brigade de la garde, ainsi que d'unités françaises et polonaises, le CEFS et la Brigade Podhale. Le gros des troupes débarqua à Harstad, petite ville sur l'île de Hinnøya, le 15 avril ; mais du fait de la confusion, du mauvais temps, des installations portuaires inadéquates, des conditionnements peu tactiques de l'approvisionnement et des attaques incessantes des bombardiers allemands, le débarquement prit plus d'une semaine. Parallèlement, la Royal Navy avait réalisé une bien meilleure entrée en scène. Le même 15 avril, elle captura le U-boot allemand U-49 qui transportait à son bord des documents détaillant la position de tous les sous-marins allemands en mer de Norvège, annulant ainsi momentanément cette menace.

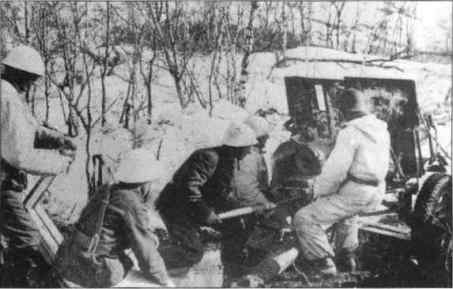
Canon de campagne Ehrhardt 7.5 cm Model 1901 de l'armée norvégienne en batterie pendant la bataille de Narvik en mai 1940; ce sont les derniers faits d'armes de la nation envahie.

Après l'échec des Alliés en Norvège centrale, on consacra plus d'attention aux forces débarquées au nord, avec par exemple les deux escadrons de chasseurs embarqués, opérant depuis la base aérienne de Bardufoss. L'une était composée de chasseurs Hurricanes, l'autre de Gloster Gladiators.
Le 28 mai, les Alliés étaient parvenus à reprendre Narvik aux Allemands, mais le déclenchement par les Allemands de l'invasion de la France et des Pays-Bas modifia considérablement le cours général de la guerre, réduisant considérablement l'importance stratégique de la Norvège. L'opération Alphabet, synonyme de la retraite générale des Alliés en Norvège, fut approuvée le 24 mai.
Le 8 juin, après avoir détruit les lignes de chemin de fer et les installations portuaires, toutes les troupes alliées furent évacuées. Les Allemands lancèrent l'opération Juno dans le but de soulager la pression exercée sur la garnison de Narvik mais, lorsque l'évacuation fut découverte, l'objectif de la mission changea pour devenir une partie de chasse au cours de laquelle les destroyers britanniques HMS Acasta et HMS Ardent et le porte-avions HMS Glorious furent interceptés par les cuirassés Scharnhorst et Gneisenau. La force britannique, commandée par le capitaine Guy D'Oyly-Hughes, fut anéantie en moins de 70 minutes à approximativement 170 milles marins (315 kilomètres) à l'ouest de Harstad. L'attaque provoqua la mort de 1 519 marins.

## Occupation
Une fois que les troupes alliées eurent quitté le pays, l'armée norvégienne capitula rapidement devant les forces allemandes. Il s'ensuivit une période d'occupation. Il y eut toutefois un indéniable mouvement de résistance, que ce soit au travers des actions de la marine marchande norvégienne (Nortraship), des actes de désobéissance civile, ou par l'afflux de volontaires norvégiens dans les rangs des forces britanniques, notamment dans la Royal Air Force et les Commandos britanniques. Le roi de Norvège et son cabinet se rétablirent en exil à Londres et y dirigèrent un mouvement de résistance qui se montra de plus en plus efficace au cours des dernières années d'occupation.
La marine royale norvégienne et l'aviation royale norvégienne se reconstituèrent également au Royaume-Uni à partir des restes qui avaient pu être sauvés lors de la campagne de Norvège. Elles participèrent largement aux combats lors de la bataille des convois de l'Arctique et dans l'Atlantique Nord ainsi que lors de la guerre aérienne au-dessus de toute l'Europe. Les rangs de la marine et de l'aviation furent gonflés par l'arrivée régulière de petits nombres de réfugiés étant parvenu à s'échapper de Norvège occupée ; leur équipement fut amené à un certain niveau de normalisation grâce aux avions et bateaux britanniques et américains. Les escadrilles norvégiennes utilisaient ainsi les avions du Fighter Command et du Coastal Command de la RAF, à savoir des chasseurs Spitfire et des chasseurs-bombardiers Mosquito ainsi que des hydravions Short Sunderland et Catalina. Il y eut également des pilotes norvégiens volant directement au service du Bomber Command de la RAF.
Une armée norvégienne fut également remise sur pied en Écosse. Toutefois, en dehors de quelques unités restreintes des forces spéciales, elle ne connut que peu de combats durant le reste de la guerre. Des unités de cette armée norvégienne basée en Écosse participèrent à la libération du Finnmark (province la plus septentrionale de Norvège) au cours de l'hiver 1944-1945 après que la zone a été évacuée par les Allemands lors d'une opération terre brûlée, en prévision d'un assaut de l'Armée rouge. Au cours de cette opération, il n'y eut pour ainsi dire que quelques escarmouches avec les arrière-gardes allemandes et des patrouilles.
En Suède neutre, des forces norvégiennes se reconstituèrent également, au cours des deux dernières années de la guerre, par le biais des « forces de police » constituées avec le soutien des autorités suédoises. Le terme de « police » servait de couverture pour ce qui était l'entraînement militaire pur et simple d'une troupe aguerrie et bien équipée, qui atteignait environ 10 000 hommes le 8 mai 1945.

## Analyse
Comme prévu, l'opération fut une victoire décisive pour l'Allemagne nazie. Le Danemark et la Norvège sont tous deux occupés, et ce au prix de pertes humaines relativement légères : 3 800 Allemands tués et 1 600 blessés. L'effet de surprise a été quasi total, surtout au Danemark, et seule la région de Narvik s'est avérée quelque peu problématique à conquérir. La Luftwaffe perdit environ cent appareils, soit à peu près 10 % des forces engagées.
Toutefois, sur mer, l'invasion connut de sérieux contretemps. La Kriegsmarine a ainsi perdu un croiseur lourd, deux croiseurs légers, dix destroyers et six sous-marins, ces pertes la laissant affaiblie alors que Hitler continuait à échafauder ses plans d'invasion de la Grande-Bretagne.
La flotte britannique connut elle aussi des pertes significatives, dont un porte-avions, deux croiseurs, sept destroyers et un sous-marin. Toutefois, leur flotte étant bien plus importante, les Britanniques purent absorber les pertes bien plus facilement que les Allemands. Le Royaume-Uni reçut en outre l'appui d'une part de la marine marchande danoise et surtout de la marine marchande norvégienne, une des plus importantes du monde.
La marine française perdit un grand destroyer au cours de la campagne, et la marine royale norvégienne perdit un destroyer, deux navires de défense côtière, et trois sous-marins se sabordèrent.
Les Britanniques, en détruisant les installations portuaires à Narvik, obtinrent ici un demi-succès. Les destructions empêchèrent tout départ de chargement depuis le port durant six mois. Toutefois, les Alliés comptaient les empêcher durant un an.
L'occupation de la Norvège par l'Allemagne se révéla une épine dans le dos des Alliés durant les années qui suivirent. Les bombardiers à long rayon d'action qui y furent basés par l'Allemagne contraignirent la Grande-Bretagne à maintenir dans le nord du pays quelques escadrilles de chasseurs, durant la bataille d'Angleterre, et les bombardiers allemands purent utiliser la Norvège comme base de ravitaillement et rejoindre l'Atlantique Nord en toute impunité. Après l'invasion de l'URSS par l'Allemagne en 1941, les bases aériennes et navales norvégiennes furent également utilisées par les Allemands pour attaquer les convois de l'Arctique, leur infligeant des pertes sévères. De plus, la présence du « roi solitaire », le cuirassé Tirpitz, dans le fjord de Tronheim, et par la suite à Kaafjord, immobilisa à Scapa Flow les plus grands navires de la Home Fleet.
Plus tard, l'occupation de la Norvège devint à son tour un fardeau pour l'Allemagne, puisque les longues côtes étirées du pays offraient de nombreuses occasions d'actions alliées. De plus, le pays immobilisait d'importantes troupes d'occupation, alors que le front russe, puis le front ouest, en manquaient.

## La campagne de Norvège dans la culture populaire
- Le film de 1942 The Day Will Dawn a été tourné en grande partie en Norvège, juste avant et juste après l'invasion.
- Paul Milner, un des personnages principaux de la série policière Foyle's War, dont l'action se déroule en temps de guerre, a servi lors de la campagne de Norvège et y a perdu une jambe.
- Le film The King's Choice sorti en 2016 relate les choix politiques de la Norvège au cours de l'invasion.

### Articles
- Yves Buffetaut, « La campagne de Norvège », revue Marines HS no.5, mars 1996.
- Yves Buffetaut, « Norvège 1940: Guerre dans le Grand Nord (1) », Armes Militaria HS no.49, 2003
- José Fernandez, « La campagne de Norvège », revue Batailles aériennes no.5, 1998
- José Fernandez, « La campagne de Norvège: 9 avril - 10 juin 1940 », revue Ciel de guerre no.4, 2007.